# Max Obal
Max Obal, de son vrai nom Max David Gotthelf Sroke, né le 4 septembre 1881 à Brieg, arrondissement de Brieg (de) en Silésie prussienne et mort le 18 mai 1949 à Berlin, est un réalisateur, scénariste et acteur allemand.

## Filmographie

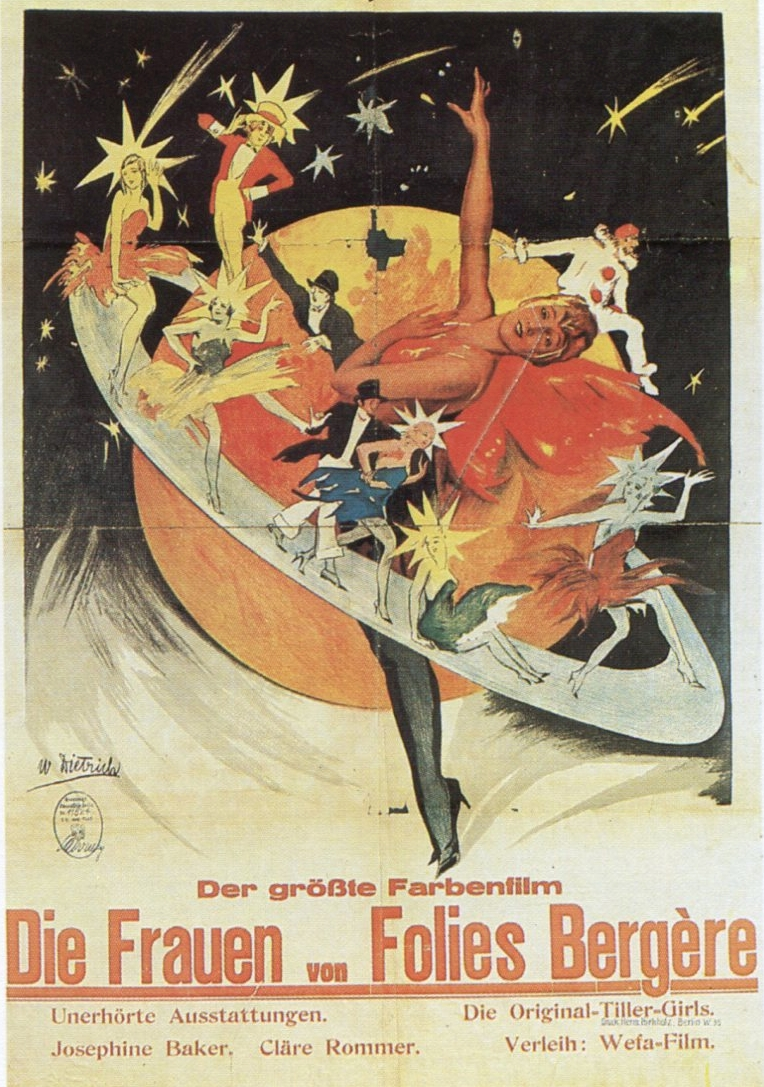
Affiche de Die Frauen von Folies Bergères (1927).

- 1911 : The Traitress (en)
- 1911 : Der Sieg des Hosenrocks (de)
- 1912 : Die arme Jenny (acteur)
- 1921 : Camera Obscura (en)
- 1922 : The Homecoming of Odysseus (en)
- 1923 : The Ravine of Death (en)
- 1925 : The Shot in the Pavilion (en)
- 1927 : Die Frauen von Folies Bergères (en)
- 1927 : Rinaldo Rinaldini (en) (co-directeur: Rudolf Dworsky (de))
- 1928 : A Modern Casanova (en)
- 1928 : The Insurmountable (en)
- 1928 : The Criminal of the Century (en)
- 1929 : Tempo! Tempo! (en)
- 1929 : Queen of Fashion (en)
- 1931 : Peace of mind (en)
- 1933 : Two Good Comrades (en)
- 1934 : Annette in Paradise (en)
- 1935 : Der Klosterjäger